# Evangelický kostel (Leštiny)
Dřevěný artikulární kostel je artikulární evangelický kostel v obci Leštiny, národní kulturní památka a lokalita Světového dědictví UNESCO v rámci Dřevěných chrámů ve slovenské části Karpat.
V kostele se každou neděli konají bohoslužby. Byl zde pokřtěn i Pavol Országh Hviezdoslav.

## Poloha
Kostel se nachází v malé obci Leštiny 7 km od města Dolný Kubín. Leží v údolí mezi Chočskými vrchy a Oravskou vrchovinou.

## Historie
Kostel byl postaven v letech 1688–1689 na příkaz Jóba Zmeškala, kapitána hradní posádky na Oravském hradě a prvním podžupanem v Dolním Kubíně. Původní stavba byla bez věže a bez zvonů. V 70. letech 18. století byl kostel rekonstruován a vnější rustikální fasádu nahradilo deskové bednění. V roce 1775 farníci zrekonstruovali i interiér a malby z konce 17. století byly nahrazeny novými. V roce 1977 byla u kostela postavena zvonice a později byla s kostelem spojena překrytým schodištěm.
Z architektonického pohledu představuje typický model kostela z konce 17. století. Spolu s kostelem se v jeho blízkosti vybudovala i fara. Kostel má podlouhlý půdorys a je na příkrém svahu. Tento sklon byl vyrovnaný kamennou základnou. Na výstavbu bylo použito smrkové dřevo z okolních lesů. Dominantu kostela tvoří velká valbová střecha pokrytá dřevěným šindelem. Součástí kostela je i malá přístavba za oltářem. Vstup do kostela tvoří portál s archivoltou.
Interiér kostela je bohatě zdobený a vyniká různorodostí tvarů, barev a motivů. Interiéru dominují nástěnné květinové malby ze 17. století. V interiéry kostela se nachází barokní oltář s dřevořezbou z konce 17. století a bohatě zdobená kazatelna ze začátku 18. století.

## UNESCO
V roce 2008 byl kostel spolu s dalšími slovenskými kostely zapsán do seznamu Světového dědictví UNESCO pod společným názvem Dřevěné chrámy v slovenské části Karpat.